# Nicole Uphoff
Nicole Uphoff (Duisburg, 25 januari 1967) is een voormalig Duitse amazone, die gespecialiseerd was in dressuur.
Uphoff won samen met haar paard Rembrand tijdens de Olympische Zomerspelen 1988 zowel goud in de landenwedstrijd als individueel. Deze prestatie van twee gouden medailles herhaalde Uphoff tijdens de Olympische Zomerspelen 1992. Met het Duitse team won Uphoff tweemaal de landenwedstrijd op het wereldkampioenschap, eenmaal de individuele wedstrijd. In 2013 beëindigde Uphoff formeel haar carrière.

## Resultaten
- Olympische Zomerspelen 1988 in Seoel:  dressuur met Rembrand
- Olympische Zomerspelen 1988 in Seoel:  landenwedstrijd dressuur met Rembrand
- Wereldruiterspelen 1990 in Stockholm:  dressuur met Rembrand
- Wereldruiterspelen 1990 in Stockholm:  landenwedstrijd dressuur met Rembrand
- Olympische Zomerspelen 1992 in Barcelona:  dressuur met Rembrand
- Olympische Zomerspelen 1992 in Barcelona:  landenwedstrijd dressuur met Rembrand
- Wereldruiterspelen 1994 in Den Haag:  grand prix special dressuur met Rembrand
- Wereldruiterspelen 1994 in Den Haag:  landenwedstrijd dressuur met Rembrand
- Olympische Zomerspelen 1996 in Atlanta: 14e dressuur met Rembrand

1912: Carl Bonde ·
1920: Janne Lundblad ·
1924: Ernst Linder ·
1928: Carl Friedrich von Langen ·
1932: Xavier Lesage ·
1936: Heinz Pollay ·
1948: Hans Moser ·
1952: Henri Saint Cyr ·
1956: Henri Saint Cyr ·
1960: Sergej Filatov ·
1964: Henri Chammartin ·
1968: Ivan Kizimov ·
1972: Liselott Linsenhoff ·
1976: Christine Stückelberger ·
1980: Elisabeth Theurer ·
1984: Reiner Klimke ·
1988: Nicole Uphoff ·
1992: Nicole Uphoff ·
1996: Isabell Werth ·
2000: Anky van Grunsven ·
2004: Anky van Grunsven ·
2008: Anky van Grunsven ·
2012: Charlotte Dujardin ·
2016: Charlotte Dujardin ·
2020: Jessica von Bredow-Werndl ·
2024: Jessica von Bredow-Werndl
1928: von Langen, Linkenbach, Lotzbeck ·
1932: Lesage, Marion, Jousseaume ·
1936: Pollay, Gerhard, Oppeln-Bronikowski ·
1948: Jousseaume, Saint-Fort Paillard, Buret ·
1952: Saint Cyr, Boltenstern, Persson ·
1956: Saint Cyr, Boltenstern, Persson ·
1964: Boldt, Klimke, Neckermann ·
1968: Neckermann, Klimke, Linsenhoff ·
1972: Petoesjkova, Kizimov, Kalita ·
1976: Boldt, Klimke, Grillo ·
1980: Kovsjov, Oegrjoemov, Misevitsj ·
1984: Klimke, Sauer, Krug ·
1988: Klimke, Linsenhoff, Theodorescu, Uphoff ·
1992: Balkenhol, Uphoff, Theodorescu, Werth ·
1996: Balkenhol, Schaudt, Theodorescu, Werth ·
2000: Werth, Capellmann, Salzgeber, Simons-de Ridder ·
2004: Kemmer, Schmidt, Schaudt, Salzgeber ·
2008: Kemmer, Capellmann, Werth ·
2012: Hester, Bechtolsheimer, Dujardin ·
2016: Rothenberger, Schneider, Bröring-Sprehe, Werth ·
2020: von Bredow-Werndl, Schneider, Werth ·
2024: Wandres, von Bredow-Werndl, Werth
- Gemeinsame Normdatei: 119081504
- International Standard Name Identifier: 0000 0000 2011 0195
- Virtual International Authority File: 814122
- WorldCat: E39PBJjdfx7ctRwpjdB9mFjpyd